# Karl Justi (Mediziner)

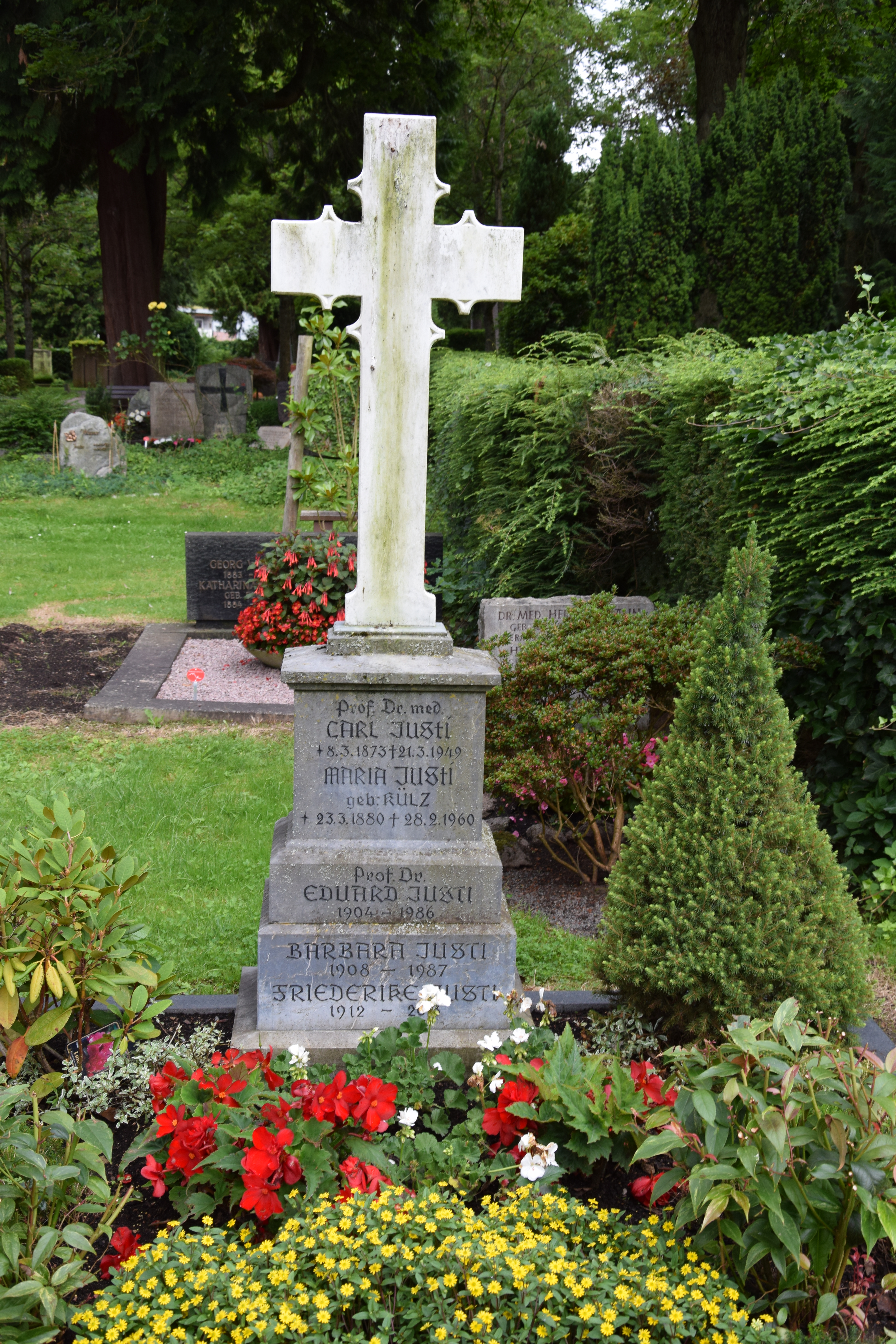
Grab von Karl Justi auf dem Marburger Hauptfriedhof (2017)

Karl Justi (* 8. März 1873 in Marburg; † 21. März 1949 ebenda) war ein deutscher Arzt (Pathologie, Tropenmedizin). Daneben war er Marburger Heimatforscher.

## Leben
Karl Justi stammt aus einer evangelischen Marburger Gelehrtenfamilie. Sein Vater war der Orientalist und Germanist Ferdinand Justi.
1892 nahm Justi sein naturwissenschaftliches Studium an der Universität Freiburg i. Br. auf und widmete sich vor allem der Zoologie und Paläontologie. 1894 wechselte er zur Medizin. Seine Promotion, 1897 an der Universität Marburg eingereicht, zum Thema „Tuberkulöses Granulationsgewebe“ wurde prämiert.
In den Jahren 1897 bis 1903 arbeitete Justi als Assistenzarzt an Kliniken in Hamburg, Marburg und Posen in den Abteilungen Pathologie, Anatomie, Chirurgie und Geburtshilfe. Von 1903 bis 1913 ging er als praktischer Arzt in die deutschen Kolonien nach Hongkong und Macao. In Hongkong wurde 1904 sein Sohn Eduard geboren. Zurück in Deutschland wurde Justi Assistent am anatomisch-pathologischen Institut der Universität Halle und schrieb seine Habilitation über die Tropische Sprue. Nachdem er in den Jahren 1914 und 1915 den Ordinarius am pathologisch-anatomischen Institut der Universität Breslau vertreten hatte, wurde Justi 1916 in Halle zum Professor ernannt. In den Jahren 1917/18 arbeitete er als leitender Arzt im Reservelazarett Aschersleben.
1919 ließ er sich in eigener Praxis als Arzt in Marburg nieder, wo er bis zu seinem Tode praktizierte und als Heimatforscher wirkte.
1913 wurde ihm der Orden unserer lieben Frau von Vila Viçosa (Ordem de Nossa Senhora da Conceição de Vila Viçosa) verliehen, nachdem er A. Cinatti, Chef der portugiesischen Kommission zu Klärung offener Grenzstreitigkeiten mit China und späterer Botschafter in London, von einer Tropenkrankheit heilen konnte.

## Veröffentlichungen (Auswahl)
- Über die Unna'schen Plasmazellen in den normalen und tuberculösen Granulationen. Marburg (G. Reimer) Berlin 1897 (= Med. Diss. v. 21. Okt. 1897)
- Beiträge zur Kenntnis der Spru (Aphthae tropicae). Leipzig (J. A. Barth) 1913 (auch als: Archiv für Schiffs- und Tropenhygiene. Bd. 17, Beih. 10)
- Über die krankmachenden Wirkungen der Sonnenstrahlen auf den Menschen. Leipzig (Konegen) 1914
- mit O. Müller: Beitrag zur Kenntnis der klimatischen Bubonen. In: Archiv für Schiffs- und Tropenhygiene, Bd. 18, Beiheft 8, Leipzig (Barth) 1914
- Metastatische Amöbenerkrankungen. Leipzig (J. A. Barth) 1916
- Geschichte der Familie Ruppersberg. Frankfurt am Main (Stadtarchiv) 1931
- Das Marburger Schloß. Baugeschichte einer deutschen Burg. Veröffentlichungen der Historischen Kommission für Hessen und Waldeck 21, Marburg-Lahn (Elwert’sche Verlagsbuchhandlung) 1942